# Giống bò

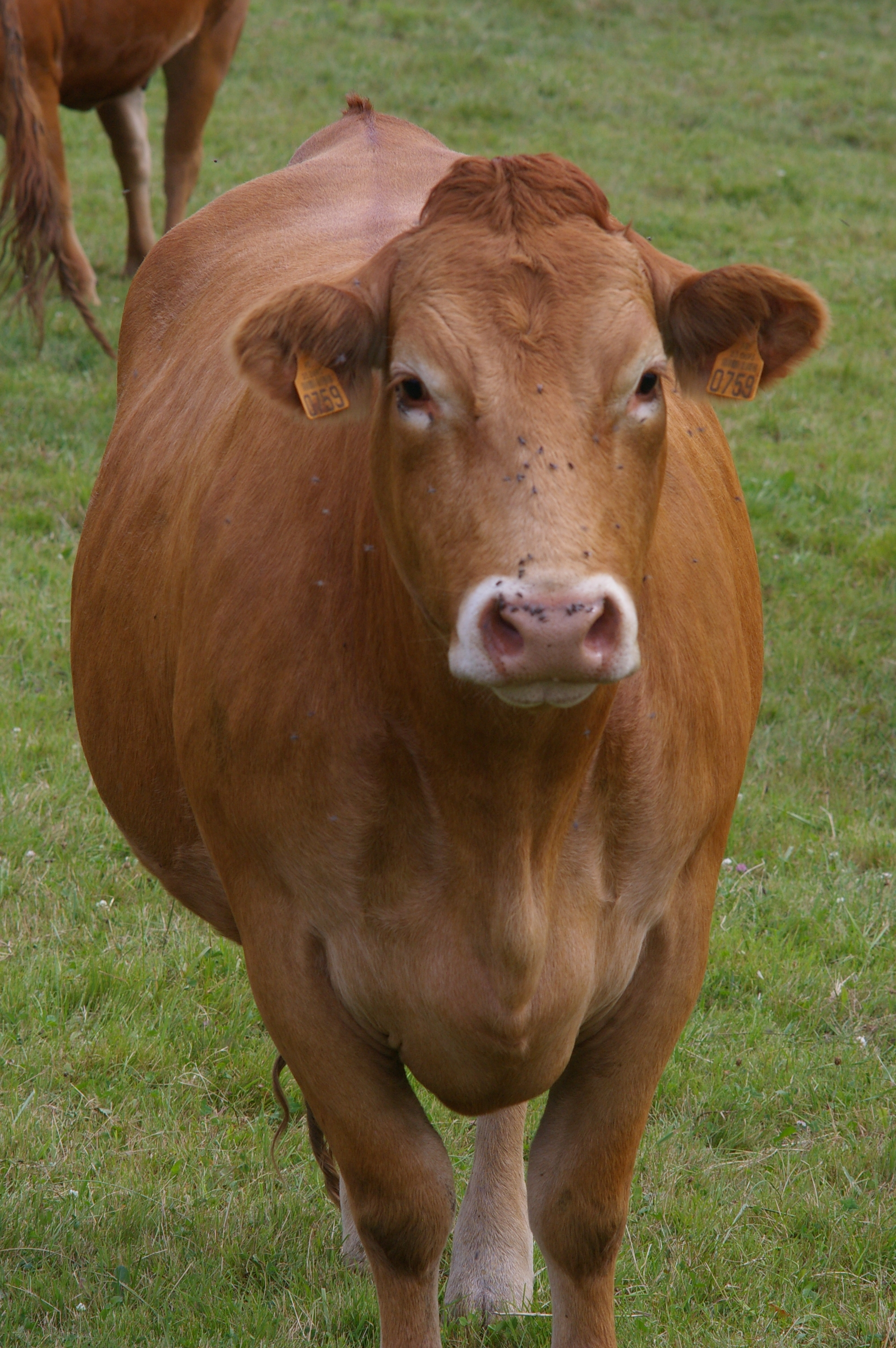
Giống bò Limousine của Pháp

Bò nhà là một đối tượng nuôi quan trọng để lấy thịt bò (các giống bò thịt), sữa bò (các giống bò sữa), sức kéo và các phụ phẩm khác (sừng bò, da bò, móng bò, nước tiểu bò, phân bò, tinh bò..). Qua quá trình chọn giống và nhân giống đã có hơn 800 giống bò được biết đến trên diện rộng toàn cầu, phù hợp với khí hậu, địa hình của từng vùng miền quốc gia. Các giống bò nhà có nguồn gốc từ nhóm bò châu Âu ôn đới (Bos taurus) và nhóm bò u nhiệt đới (Bos indicus) và nhóm bò khác như Bò vàng phương Nam, Bò lai Sind, bò Tây Tạng.
Bò Zêbu là tên gọi chung một nhóm các giống bò u nhiệt đới (Bos indicus), có nguồn gốc ở Ấn Độ, Pakistan, Châu Phi. Hiện có trên 30 giống bò Zêbu, tập trung chủ yếu ở các nước nhiệt đới và cận nhiệt đới. Nhóm gốc bò thịt cao sản ôn đới, là những giống bò có nguồn gốc Anh hoặc Pháp như các giống bò Bò Charolais (Pháp), Bò Simmental (Thụy Sĩ), Bò Limousin (Pháp), Bò Hereford (Anh), Bò Aberdin Angus (Anh, Mỹ). Nhóm giống bò thịt cao sản nhiệt đới, là những giống bò thịt được lai tạo giữa bò thịt ôn đới châu Âu với một số giống bò Zêbu, trong đó có một tỷ lệ nhất định máu bò Zêbu như các giống: Bò Santagertrudis (Mỹ), Bò Beltmon đỏ, Bò Drought Master (Úc), Bò Drought Master có 50% máu bò Indian (Zêbu) và 50% máu bò Shorthorn (Châu Âu), hoặc bò Santa Gertrudis có 3/8 máu bò Brahman (Zêbu) và 5/8 bò Shorthorn (Châu Âu).
Dưới đây liệt kê không đầy đủ một số giống bò trên thế giới hiện nay.

## Các giống
| Giống                        | Xuất xứ                                              | Mô tả |
| ---------------------------- | ---------------------------------------------------- | --- |
| Bò Mỹ                        | Texas, Mỹ                                            | Bò Texas Longhorn: Đa dạng màu, có sừng dài, chất lượng thịt hảo hạng, được chăn nuôi theo quy trình chặt chẽ và xuất đi nhiều nơi                                                                                                   |
| Bò Úc                        | Úc                                                   | Còn gọi là Bò Droughtmaster. Phát triển từ việc lai tạo giữa giống bò Brahman với Bò Shorthorn. Bò đặc trưng với khả năng chịu hạn hán rất tốt nên có biệt danh là bậc thầy chịu hạn. Bò được xuất sống đi nhiều nước trên thế giới. |
| Bò Nhật Bản                  | Nhật Bản                                             | Hay còn gọi là Bò Kobe, Wagyu. Bò có màu đen, chất lượng thịt rất hảo hạng và trứ danh (thịt bò Kobe). |
| Bò Hàn Quốc                  | Hàn Quốc                                             | Là giống bò xuất xứ từ Hàn Quốc, chất lượng thịt tốt và nguyên liệu cho món sườn bò nướng BBQ kiểu Hàn Quốc |
| Bò Việt Nam                  | Việt Nam.                                            | Vàng, nâu, thích nghi và chống chịu kham khổ tốt, là giống bò cho thịt bản địa |
| Bò Bỉ                        | Bỉ                                                   | Còn gọi là bò BBB. Là giống bò có màu nâu kem, ngoại hình cơ bắp, đặc biệt là thịt vùng đùi sau. |
| Bò Angus                     | Scotland                                             | Giống bò cao sản, thường bị thiến. Chăn nuôi nhiều ở Hoa Kỳ |
| Bò Angus đỏ                  | Scotland                                             | Xuất xứ từ giống Bò Angus. Bò có thể nặng tới 1 tấn. |
| Bò Charolais                 | Charolais, Pháp                                      | Màu trắng hoặc màu kem, là giống bò lâu đời |
| Bò Hereford                  | Herefordshire Anh                                    | Đỏ, trắng đỏ, phát triển từ Bò Finching. Đây là giống bò cao sản, năng suất cao |
| Bò Limousin                  | Nouvelle-Aquitaine và Marche, Pháp.                  | Nâu nhạt. Đây cũng là giống bò cao sản cho năng suất thịt cao |
| Bò Pinzgauer                 | Úc                                                   | Giống bò thịt cao sản, năng suất, chất lượng. |
| Bò Santagertrudis            | Texas                                                | Phát triển từ việc lai giống giữa bò Shorthorn và bò Brahma |
| Bò Simmental                 | Tây Thụy Sĩ                                          | Đầu trắng lông vàng, cho cả thịt lẫn sữa. |
| Bò Brahman                   | Ấn Độ                                                | Giống bò lớn, thuộc nhóm bò thịt nhiệt đới |
| Bò Sindhi đỏ                 | Sindh, Pakistan                                      | Xuất phát từ bò Zebu là một giống bò sữa. ở Pakistan, chúng được nuôi để cho thịt và cho sữa. |
| Bò cao nguyên                | Scotland.                                            | Nhỏ, đen, trắng, đỏ. |
| Bò Gyr                       | Ấn Độ                                                | Giống bò nhiệt đới, cho thịt và cả nước tiểu bò. |
| Bò Adaptaur                  | Úc                                                   | Giống bò nhiệt đới, xuất phát từ việc lai tạo giữa giống bò Hereford và bò Shorthorn. |
| Bò Afrikaner                 | Nam Phi                                              | Được những người phi châu sử dụng thông dụng, có liên quan đến bò Sanga. |
| Bò Braford Úc                | Úc                                                   | Được phát triển từ việc lai tạo giữa giống Bò Brahman và bò Hereford. |
| Bò Brangus Úc                | Úc                                                   | Giống bò thiến được phát triển từ việc lai tạo giữa giống bò Angus và bò Brahman |
| Bò Charbray Úc               | Úc                                                   | Phát triển từ việc lai tạo giữa giống Bò Charolais và bò Brahman và được chọn giống kỹ càng. |
| Bò chuyên thịt               | Texas                                                | Phát triển từ việc chọn giống giữa các giống bò Brahman, [[bò Shorthorn [[và bò Hereford. |
| Belted Galloway              | Scotland                                             | Giống bò đen trắng. |
| Bò Belmont đỏ                | Úc                                                   | Phức hợp giữa việc lai tạo các giông Bò Sanga) và Bò Hereford-Bò Shorthorn |
| Bò Hereford đen              | Anh                                                  | Bò trắng đen, phát triển từ việc lai tạo giữa một con bò mộng thuộc giống bò Hereford với một con Bò Hà Lan cái hoặc bò Friesian cái, cho cả thịt lẫn sữa tươi.                                                                      |
| Bò Blonde d'Aquitaine        | Nouvelle-Aquitaine một vùng thuộc Tây Nam nước Pháp. | Nâu nhạt và trong cơ bắp |
| Bonsmara                     | Nam Phi                                              | Phát triển từ gen 5/8 bò Afrikaner, 3/16 bò Hereford và 3/16 bò Shorthorn. |
| Bò Boran                     | Đông Châu Phi                                        | Thường là màu trắng, con đực thì tối màu hơn có khi là màu đen tối. |
| Bò Brangus                   | Mỹ                                                   | Phát triển từ việc lai giống giữa bò Angus và bò Brahman |
| Bò trắng Anh                 | Anh                                                  | Màu trắng hoặc đen. |
| Bò Caracu                    | Brazil                                               | |
| Bò Chianina                  | Ý                                                    | Bò được lai tạo để cho thịt. |
| Bò Corriente                 | Mexico                                               | Giống bò nhỏ, lông có đốm |
| Bò Crioulo Lageano           | Bán đảo Tây Bồ                                       | Có lịch sử hơn 400 năm. |
| Bò Dexter                    | Tây Nam Ireland                                      | Bò rất nhỏ, màu đen, sừng ngắn. |
| Bò sừng dài Anh              | Miền Trung nước Anh.                                 | Có màu đỏ hoặc vện, cỡ vừa. |
| Bò Florida Cracker           | Florida, Mỹ                                          | Giống bò cỡ nhỏ |
| Bò Galloway                  | Galloway một vùng của Scotland                       | Đen, lông dài, rậm. |
| Bò Gascon                    | Pyrenees                                             | Màu xám, bê thành thục nhanh |
| Bò Gelbvieh                  | Đức                                                  | Đỏ, khỏe, bê lớn nhanh |
| Bò xám Hungari               | Hungary.                                             | Sừng dài, bê lớn nhanh. |
| Bò Ái Nhĩ Lan (Irish Moiled) | Tây Bắc Ireland.                                     | Đỏ hoặc trắng đen |
| Bò Lowline                   | Úc                                                   | Phát triển từ việc lai giống bò Angus. |
| Bò Luing                     | Scotland.                                            | Lông dài, đỏ nâu. |
| Bò Maine-Anjou               | Anjou một vùng thuộc Tây Pháp                        | Đỏ và trắng. |
| Bò Mocho                     | Brazil                                               | Bò thiến |
| Bò Murray xám                | Nam Úc                                               | Xám hoặc bạc. |
| Bò Nelore                    | Ấn Độ                                                | Xuất tới Brazil nơi mà nó trở thành giống nội địa. |
| Bò Nguni                     | Nam Phi                                              | Phát triển mạnh ở châu Phi. |
| Bò Devon Bắc                 | Devon, Cornwall và Somerset thuộc Anh.               | Đầu đỏ đuôi trắng. |
| Bò Piedmontese               | Piedmont                                             | Cơ bắp. |
| Bò Pineywoods                | Vịnh Mexico, Mỹ                                      | Giống bò nhỏ, thích nghi khí hậu ấm nóng phương Nam |
| Bò Poll đỏ                   | Đông Anglia ở Anh                                    | Đỏ và trắng. |
| Bò Romagnola                 | Ý                                                    | Trắng hoặc xám. |
| Bò Romosinuano               | Colombia                                             | |
| Bò Salers                    | Pháp                                                 | Đỏ, dễ nuôi |
| Bò Shorthorn                 | Bắc Anh                                              | Đỏ, đỏ trắng hoặc trắng. |
| Bò Square                    | New South Wales, Úc                                  | Nhỏ, xám bạc, tương đồng với bò Murray xám. |
| Bò Sussex                    | Tây Nam Anh Anh                                      | Xuất hiện từ thế kỷ 20. |
| Bò Tabapuan                  | Brazil                                               | |
| Bò Tajima                    | Nhật Bản                                             | Hòa Ngưu đen và là tổ của Bò Kobe và Bò Matsuzaka. |
| Bò đen xứ Wales              | xứ Wales                                             | Đen và trắng, khó nuôi, kén ăn. |
| Bò Anh trắng                 | Đại Anh, Ireland.                                    | Đen, trắng, đỏ. |

### Một số giống
- Bò Hà Lan: Giống bò sữa Hà Lan Holstein Friesian (phát âm như là Bò Hônxtên-Frisian) là giống bò chủ lực để lai tạo bò sữa ở Việt Nam. Việt Nam bắt đầu lai tạo bò sữa từ những năm 1959-1960 tại nông trường Ba Vì. Giống bò sữa đầu tiên là Lang trắng đen được nhập từ Trung Quốc, sau đó là nhập Holstein Friesian (HF) từ Cu Ba.
- Bò Jersey (phát âm như là: Bò Jéc-xây) được nhập từ Mỹ. Tầm vóc của bò Jersey tương đối bé, Bò có màu vàng sáng hoặc sẫm, màu lông của bò Jersey thay đổi từ màu xám nhạt hay màu lông chuột đến màu nâu tối hầu như là đen. Bò có kết cấu ngoại hình đẹp, đặc thù của bò hướng sữa[4].
- Bò Sind hay còn gọi đơn giản ở Việt Nam là bò Sind (phát âm như là bò Sin) là một giống bò thịt thuộc giống bò u (bò Zebu) có xuất xứ từ vùng Sindhi của Pakistan. Đây là là giống bò kiêm dụng cho thịt và sữa, tỷ lệ thịt xẻ 50%.
- Bò Brahman (phát âm tiếng Việt như là Bò Brátman) là một loại bò thịt thuộc giống bò Zebu. Đây là giống bò lớn con, ngoại hình đẹp, thân dài, lưng thẳng, tai to, hệ cơ, u, yếm phát triển, tỷ lệ xẻ thịt: trên 58%. Bò có tính mắn đẻ, dễ đẻ, lành tính, nuôi con giỏi. Bò Brahman có thể lực tốt, thích nghi cao với điều kiện nhiệt đới, khô hạn.
- Bò Sahiwal (phát âm tiếng Việt như là bò Sa-hi-van) là giống bò kiêm dụng cho cả sữa lẫn thịt. Bò có màu vàng sẫm hoặc màu vàng hơi đỏ tối, một số có màu vàng như bò vàng Việt Nam, thể chất chắc chắn, có ngoại hình. Khối lượng trưởng thành của bò cái nặng khoảng 350 kg, bò đực 450 – 500 kg. Tỷ lệ thịt xẻ 50%.
- Bò Gyr là nguồn gốc từ Ấn Độ, giống này có nước tiểu bò hay được dùng làm thuốc. Chúng là một giống bò nhà có nguồn gốc ở Ấn Độ, chúng thuộc nhómbò u, đây là một giống bò quan trọng trong việc cho các sản phẩm sữa tươi ở Ấn Độ. Bò này còn là giống nền để lai tạo thành các giống bò như giống bò Brahman Mỹ nổi tiếng trên thế giới hiện nay được tạo thành từ những giống bò Guzerat, bò Nerole, bò Gyr và bò Krishna Velley vào cuối thế kỉ 19 đầu thế kỉ 20 và bò Zebu Cuba, là giống cho thịt kết hợp cày kéo.
- Bò Úc hay bò Droughmaster (phát âm tiếng Việt như là: Bò Đróc-mát-xtơ) có nghĩa la Bậc thầy về chịu hạn hay Thần chịu hạn[5]). Bò được lai tạo ở Úc, chúng kháng ve và các bệnh ký sinh trùng đường máu tốt, thích ứng với điều kiện chăn thả ở vùng nóng ẩm hoặc khô hạn. Con trưởng thành có thể tới 700–800 kg. Khả năng tăng trọng và phẩm chất thịt tốt, tỷ lệ thịt xẻ cao.[6]
- Bò Angus (phát âm tiếng Việt như là bò An-gút) có tên đầy đủ là Aberdeen Angus là giống có ngoại hình, thể chất chắc chắn, khỏe mạnh. Bò thường không có sừng, có chất lượng thịt tốt, có các vân mỡ xen kẽ trong các thớ thịt, giúp thịt mềm và béo. Tỷ lệ xẻ thịt: trên 70%. Bò thích hợp với vùng khí hậu ôn đới và nuôi chăn thả.
- Bò Charolais (phát âm tiếng Việt như là: Bò Cha-ro-la-ít) là một giống bò thịt có nguồn gốc từ vùng Charolles của nước Pháp. Bò Charolais có kết cấu cơ thể cân đối, cơ bắp nổi rõ, lớn nhanh và hiệu quả sản xuất thịt bò cao, tỷ lệ thịt xẻ đạt trên 65%. Bò có tính trầm, hiền lành và chịu kham khổ. Nhược điểm của bò Charolais là chất lượng thịt chưa cao như bò Angus.
- Bò Limousin (phát âm tiếng Việt như là Bò Li-mu-sin) là một giống bò thịt có nguồn gốc từ vùng Limousin và Marche, miền Nam trung tâm nước Pháp. Đây là giống bò chuyên thịt rất nổi tiếng, thịt có chất lượng cao. Giống bò này có sắc lông màu đỏ và không có đốm; tầm vóc của bò lớn, thân hình dài, lưng thẳng, đầu ngắn, trán rộng. Tỷ lệ thịt xẻ trung bình 70%. Bò thích hợp với vùng khí hậu ôn đới.
- Bò Crymousine (phát âm tiếng Việt như là Bò Cry-musin) được tạo ra và nuôi nhiều ở châu Mỹ La tinh. Việt Nam đã nhập từ Cuba giống bò này. Bò thuần lông màu nâu nhạt. Khi trưởng thành bò đực có khối lượng 1000 – 1200 kg, bê 6 – 12 tháng tuổi tăng trọng 1100g/ngày, tỉ lệ thịt xẻ 60 – 61%.
- Bò Bỉ hay Bò lang trắng xanh Bỉ hay còn gọi là BBB (Blanc-Blue-Belgium) là giống bò chuyên dụng thịt của Bỉ. Bò có màu lông trắng, xanh lốm đốm hoặc trắng lốm đốm và cơ bắp rất phát triển. Ở tuổi giết thịt, bê đực 14-16 tháng có tỷ lệ thịt xẻ 66%.[7] Bê F1 BBB sinh ra khỏe mạnh, thích nghi với điều kiện, môi trường sống. Dễ nuôi, phàm ăn, lớn nhanh[8]
- Bò Nhật Bản hay còn gọi là Bò Kobe (bò Kô-bê) là một giống bò quý của Nhật với đặc sản thịt cực thượng phẩm, chúng được nuôi với điều kiện tốt nhất.Chúng cho ra loại thịt bò Kobe với chất lượng thượng hảo hạng và có giá cả rất đắt đỏ
- Bò Ba Lan là giống bò có nguồn gốc từ Ba Lan. Đây là một giống bò đã được hình thành vào cuối thế kỷ thứ 19 sau khi bò đỏ từ Đan Mạch, Đức và Thụy Điển đã được sử dụng để cải thiện các chủng bò địa phương khác nhau của những con bò Ba Lan. Con cái nặng từ 400–500 kg (882-1102 pound) trên mức trung bình, trong khi những con đực nặng 500–550 kg (1102-1213 pound) trên trung bình.
- Bò Blonde Aquitaine là giống bò cho ra loại thịt đắt nhất thế giới. Điều đặc biệt của loại thịt này là chúng được cấp đông với luồng khí lạnh 120 km/h ở môi trường âm 43 độ và có thể trữ vô thời hạn. Một gói thịt bò trữ 15 năm có giá tới 3.200 USD, chúng nhân giống và giết mổ theo quy trình tiên tiến, cho ra những miếng thịt thượng hạng, khi chăm chúng được chủ nói chuyện, massage và tạo cho những chú bò môi trường sống thoải mái nhất có thể và thường chỉ giết mổ một vài con bò. Trước khi quyết định chọn sẽ làm thịt con nào thì xem xét từng bộ phận trên cơ thể bò để đảm bảo chất lượng thịt tốt nhất.

Sau khi được chọn, thịt bò sẽ trải qua quy trình xử lý tiên tiến. Thịt bò được cắt theo từng bộ phận bằng máy móc hiện đại, chuyên nghiệp và được nếm thử thịt bò tươi ngay tại lò mổ để đánh giá chất lượng trước khi chuyển sang bước làm đông. Sau đó, thịt được đưa vào máy cấp đông. Thịt được cấp đông nhanh với luồng khí lạnh thổi với vận tốc 120 km/h trong môi trường âm 43 độ C. Những miếng thịt đông này có thể được trữ vô thời hạn mà vẫn giữ nguyên hương vị tươi ngon.

### Bò lai
Bò lai hay tổ hợp lai của các giống bò giống bò nội mặc dù dễ nuôi, ít bệnh nhưng năng suất nuôi không cao. Trong khi các giống bò trên thế giới có năng suất nuôi thịt cao, nhưng lại đòi hỏi kỹ thuật chăm sóc và chất lượng thức ăn tốt. Các nhà chăn nuôi ở Việt Nam đã nhập tinh bò ngoại hoặc đực giống về cho gieo phối với bò cái để cải tạo năng suất chăn nuôi. Các tổ hợp bò lai gồm:
- Bò lai Sind là con lai cấp tiến giữa bò đực giống RedSindi và bò cái Vàng Việt Nam. Phân bố rải rác ở nhiều nơi, đặc biệt là vùng Đồng bằng Sông Hồng, Đồng bằng Sông Cửu Long.
- Bò lai Charolaise là kết quả lai kinh tế giữa đực giống charolaise với bò cái lai Sind để tạo đàn bò lai F1 nuôi lấy thịt. Đây là phẩm giống năng suất và tỷ lệ thịt xẻ cao. Con lai F1 Charolais có màu lông trắng kem đến kem ánh sữa. Tỷ lệ thịt xẻ 53 – 55 %. Tỷ lệ thịt tinh 44%.
- Bò lai Droughtmaster: Là kết quả lai kinh tế giữa đực giống Droughtmaster với bò cái lai Sind để tạo đàn bò lai F1 nuôi lấy thịt. Đây là phẩm giống có tỷ lệ thịt xẻ cao. Tỷ lệ thịt xẻ 50 – 52 %. Tỷ lệ thịt tinh 41%.
- Bò lai Brahman là kết quả lai kinh tế giữa đực giống Brahman với bò cái lai Sind để tạo đàn bò lai F1 nuôi lấy thịt. Đây là phẩm giống có tỷ lệ thịt xẻ cao. So với bê lai Sind thì bê lai Brahman có trọng lượng lớn hơn và lớn nhanh hơn. Tỷ lệ thịt xẻ 51 – 53 %, tỷ lệ thịt tinh 40%.
- Bò lai BBB F1 là kết quả lai kinh tế giữa đực giống BBB với bò cái lai Sind để tạo đàn bò lai F1 nuôi lấy thịt. Đây là phẩm giống có tỷ lệ thịt xẻ cao, chất lượng thịt tốt. Bê F1 BBB sinh ra khỏe mạnh, thích nghi với điều kiện, môi trường sống. Dễ nuôi, phàm ăn, lớn nhanh.

## Giống Việt Nam
Có một số giống bò nội địa được nuôi ở Việt Nam hiện nay:

### Bò Vàng
Bò vàng Việt Nam là giống bò địa phương thuộc nhóm giống bò vàng phương Nam, do vóc dáng nhỏ bé nên người ta hay gọi nó là loài bò cóc, bò cỏ. Bò phân bố tương đối tập trung (57 – 60 % tổng đàn) từ Thanh Hoá dọc theo Quốc lộ 1 đến miền Đông Nam Bộ. Giống bò này nuôi chủ yếu làm sức kéo từ lâu đời chưa được cải tạo, nên không có thiên hướng sản xuất rõ rệt, không có tên riêng mà gọi theo địa danh: Bò Thanh Hoá, bò Nghệ An, bò Bình Định, bò Phú Yên.
Bò dễ nuôi, thích nghi rộng, chống chịu bệnh tốt, thành thục sinh dục sớm và mắn đẻ. Bò vàng Việt Nam nhỏ con, khả năng thích nghi cao, chịu đựng kham khổ tốt, ít bệnh tật. Ngoại hình chúng xấu, thấp ngắn, mình lép, mông lép, ngực lép, trán lõm... Tầm vóc nhỏ bé, nên không thể dùng làm nền để lai tạo với các giống bò chuyên thịt hoặc sữa.
Bò Vàng Việt Nam có các dòng: 
- Bò Thanh Hóa: Tầm vóc trung bình, phát dục cân xứng, thân hình chữ nhật dài, sừng ngắn, con đực mõm ngắn, con cái mõm dài, yếm kéo dài từ hầu đến ức, cổ có nhiều nếp nhăn nhỏ. Bò đực có u, bò cái không có u. Sức sản xuất: khối lượng sơ sinh 14 – 15 kg, Khối lượng con đực: 300 – 350 kg, con cái 200 – 250 kg, tỷ lệ thịt xẻ 50 – 53 % (đực thiến). Phối giống lần đầu: 20 – 24 tháng tuổi, sản lượng sữa 2 kg/ngày.
- Bò Nghệ An: Có tầm vóc trung bình, con cái dáng tiền thấp hậu cao, con đực thì ngược lại. Lông màu sẫm (70 – 80 %), có 1 sọc đen kéo dài từ u vai đến mông. Yếm dài, con đực có u vai cao, con cái có u vai thấp. Sức sản xuất: Mắn đẻ (30% 1 lứa/năm, 60% 2 lứa/ 3 năm, 10% 1 lứa/ 2 năm). Khối lượng trưởng thành con đực 278 kg, con cái 200 kg, đực thiến 300 kg. Bò cày kéo yếu nhưng dai sức.

### Bò H'Mông

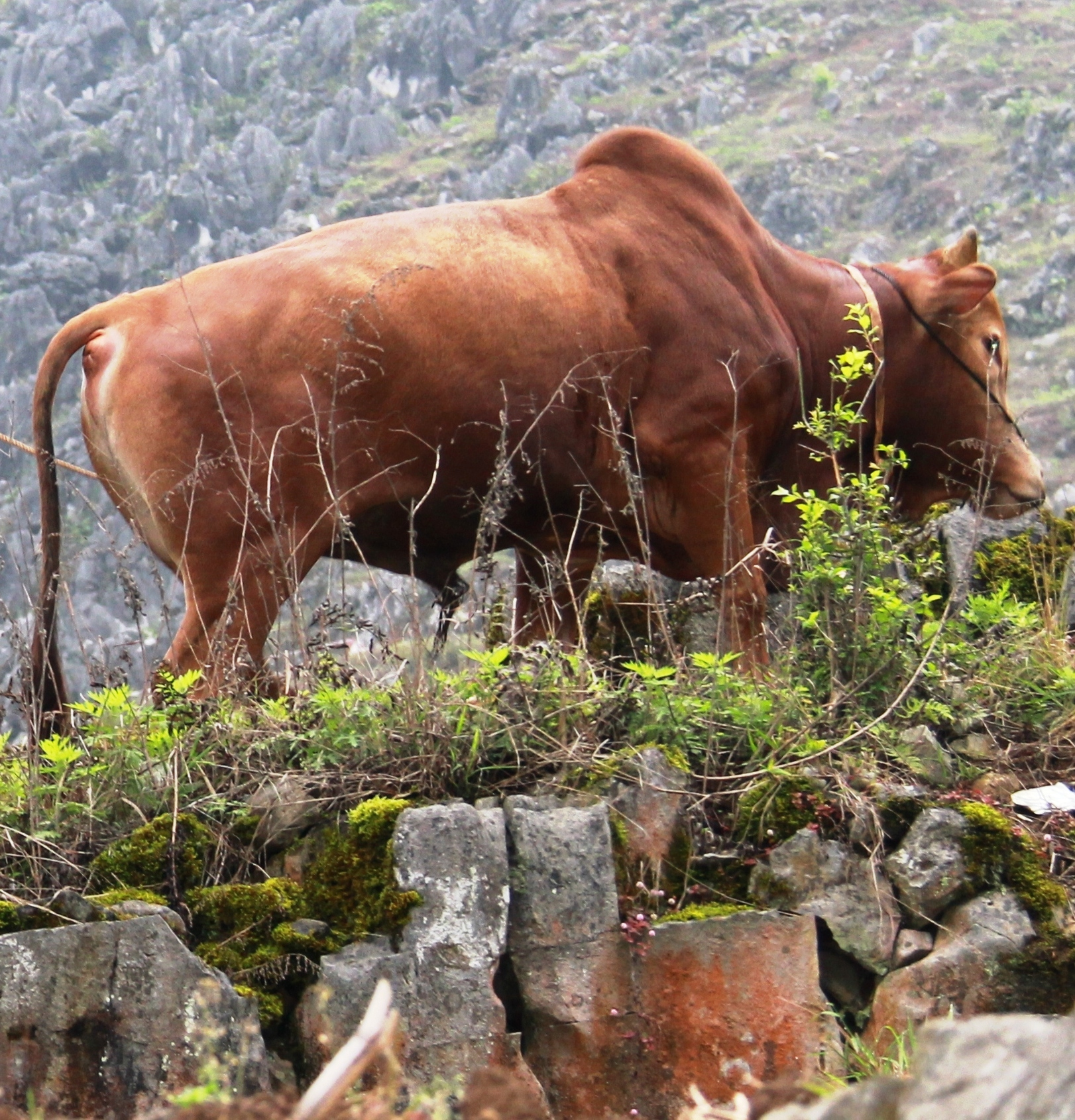
Một con bò Mèo

Bò H'Mông được nuôi nhiều nhất ở vùng rẻo cao vùng Hà Giang, Cao Bằng tại các huyện Đồng Văn, Mèo Vạc, chúng được người Mông và các dân tộc anh em bản địa nuôi khá phổ biến. Hiện nay giống bò này đang nằm trong danh sách bảo tồn nguồn gen quý. Là giống bò chủ yếu do người H'mông chăn nuôi, bò đực trưởng thành trên 5 năm tuổi có trọng lượng 500–800 kg. Đây là giống bò có nguồn gen quý với tỷ lệ mỡ giắt cao, độ dai là 6,5 kg sau 24 giờ giết mổ. 

### Bò U đầu rìu
Là một giống bò có nguồn gốc bản địa từ Việt Nam, là giống bò có nguồn gốc ở Nghệ An, Hà Tĩnh, tập trung chủ yếu tại huyện Nam Đàn (tỉnh Nghệ An), huyện Kỳ Anh (tỉnh Hà Tĩnh) và một số địa phương lân cận. Bò có màu lông từ vàng đến nâu nhạt, cao khoảng 110 – 115 cm. Đặc điểm nổi bật là ở con đực có u vai màu hơi đen giống hình cái rìu nên gọi là U đầu rìu. Mặt thanh, sừng ngắn to ở bò đực, nhỏ ở bò cái; tai nhỏ, thẳng, yếm thẳng và gọn; lông thưa, ngắn và mịn; đuôi dài, chỏm đuôi có màu đen, đến tuổi trưởng thành con cái đạt 190 – 20 kg/con, con đực có trọng lượng 270 – 320 kg/con.

### Bò Phú Yên
Bò Phú Yên là một giống bò vàng nội địa có xuất xứ từ Phú Yên. Đây là giống bò được Nhà nước công nhận là giống vật nuôi được phép kinh doanh, sản xuất. Bò Phú Yên nặng 250 –350 kg, thuộc bò U, có tầm vóc lớn. Sừng chĩa về phía trước, cổ ngắn, yếm rộng, màu lông vàng sẫm, đỏ sẫm hay đỏ nhạt. Bò Phú Yên nổi tiếng là giống tốt, theo đúng tiêu chuẩn: mình lăn, đùi treo, ngực nở, mình hổ cổ rô, tai nhỏ, mí mắt mỏng, da mỏng lông mượt, ống chân thắt tròn, gót chân mỏng, móng tròn...

### Bò Bảy Núi
Bò Bảy Núi hay bò đua Bảy Núi được nuôi ở vùng Bảy Núi thuộc Tri Tôn, An Giang, phổ biến trong lễ hội đua bò Bảy Núi. Bò chính gốc Bảy Núi, còn gọi là bò "Cu", chúng nhỏ con nhưng thân mình liền lạc, nhanh, mạnh và bền, dáng thấp, nhỏ với sắc lông vàng chiếm ưu thế, có sự phân bổ cơ, xương rất đặc thù, cho phép bò có được sức rướn, sức bật nhanh mà đảm bảo được sức bền vượt trội. Hiện nay, bò đua đứng trước nguy cơ tuyệt chủng vì tập quán thiến (hoạn) bò đực từ nhỏ và nhất là phong trào Sind hoá đàn bò. Chúng có quan hệ lai tạp với các giống bò từ Campuchia nhất là các giống bò trắng của nước này.